# IUPAC
IUPAC (viết tắt của tên riêng tiếng Anh: International Union of Pure and Applied Chemistry, tạm dịch: Liên minh Quốc tế về Hóa học cơ bản và Hóa học ứng dụng) là tổ chức phi chính phủ được thành lập vào năm 1919 bởi các nhà hóa học trên thế giới nhằm mục đích thúc đẩy sự phát triển của khoa học hóa học.
Thành viên IUPAC có thể là các hội hóa học, các viện hàn lâm khoa học của các nước hoặc các tổ chức đại diện cho giới hóa học gia. Danh pháp IUPAC được toàn thế giới công nhận làm cơ sở để đặt danh pháp cho các nguyên tố và hợp chất hóa học.
Trụ sở IUPAC đóng tại Zürich, Thụy Sĩ. Văn phòng điều hành (Ban thư ký IUPAC) đóng tại Research Triangle Park, Bắc Carolina, Hoa Kỳ; văn phòng này do giám đốc điều hành của IUPAC đứng đầu.
Chủ tịch IUPAC hiện nay là Giáo sư Javier García-Martínez và giám đốc điều hành là Tiến sĩ Lynn M. Soby.

## Lịch sử thành lập
Nhu cầu thiết lập một hệ thống tiêu chuẩn quốc tế về hóa học được nêu ra lần đầu tiên vào năm 1860 bởi một ủy ban do nhà khoa học người Đức Friedrich August Kekulé von Stradonitz đứng đầu. Ủy ban này là hội nghị quốc tế đầu tiên thiết lập hệ thống danh pháp cho các hợp chất hữu cơ. IUPAC là kết quả kế thừa từ hội nghị này. IUPAC được thành lập vào năm 1919. Một quốc gia thành viên quan trọng bị loại khỏi tổ chức IUPAC mới thành lập là nước Đức. Việc nước Đức bị loại khỏi IUPAC là kết quả của sự định kiến từ các cường quốc Đồng minh sau Thế chiến I đối với nước Đức. Đức cuối cùng đã được tái gia nhập vào IUPAC năm 1929. Tuy nhiên, Đức Quốc xã lại bị loại khỏi IUPAC trong Thế chiến II.
Trong Thế chiến II, IUPAC đã liên kết với các cường quốc Đồng minh, nhưng ít tham gia vào các hoạt động chiến sự. Sau Thế chiến II, Đông Đức và Tây Đức đã được chấp thuận gia nhập IUPAC vào năm 1973. Kể từ Thế chiến II, IUPAC tiếp tục tập trung vào việc chuẩn hóa danh pháp và phương pháp nghiên cứu khoa học.
Năm 2016, IUPAC đã tố cáo việc sử dụng chlorine làm vũ khí hóa học. Tổ chức này đã bày tỏ quan ngại trong một lá thư gửi đến Ahmet Üzümcü, Giám đốc Tổ chức Cấm Vũ khí Hóa học (OPCW), về việc việc sử dụng clo làm vũ khí hóa học trong chiến tranh ở Syria và một số chiến trường khác.

## Hoạt động
Từ khi thành lập, IUPAC do nhiều ủy ban khác nhau điều hành với các trách nhiệm cũng khác nhau. Các ủy ban này tiến hành nhiều loại dự án, trong đó bao gồm chuẩn hóa danh pháp, và xuất bản các công trình nghiên cứu.
Không chỉ nổi tiếng với các công trình chuẩn hóa danh pháp trong hóa học, IUPAC còn xuất bản nhiều ấn phẩm thuộc các ngành khoa học khác như sinh học và vật lý học. Một số đóng góp quan trọng của IUPAC cho các lĩnh vực này là chuẩn hóa tên gọi mã đoạn trình tự nucleotide và xuất bản sách dành cho nhà khoa học môi trường, nhà hóa học và nhà vật lý học.